# Mgungundlovui incidens

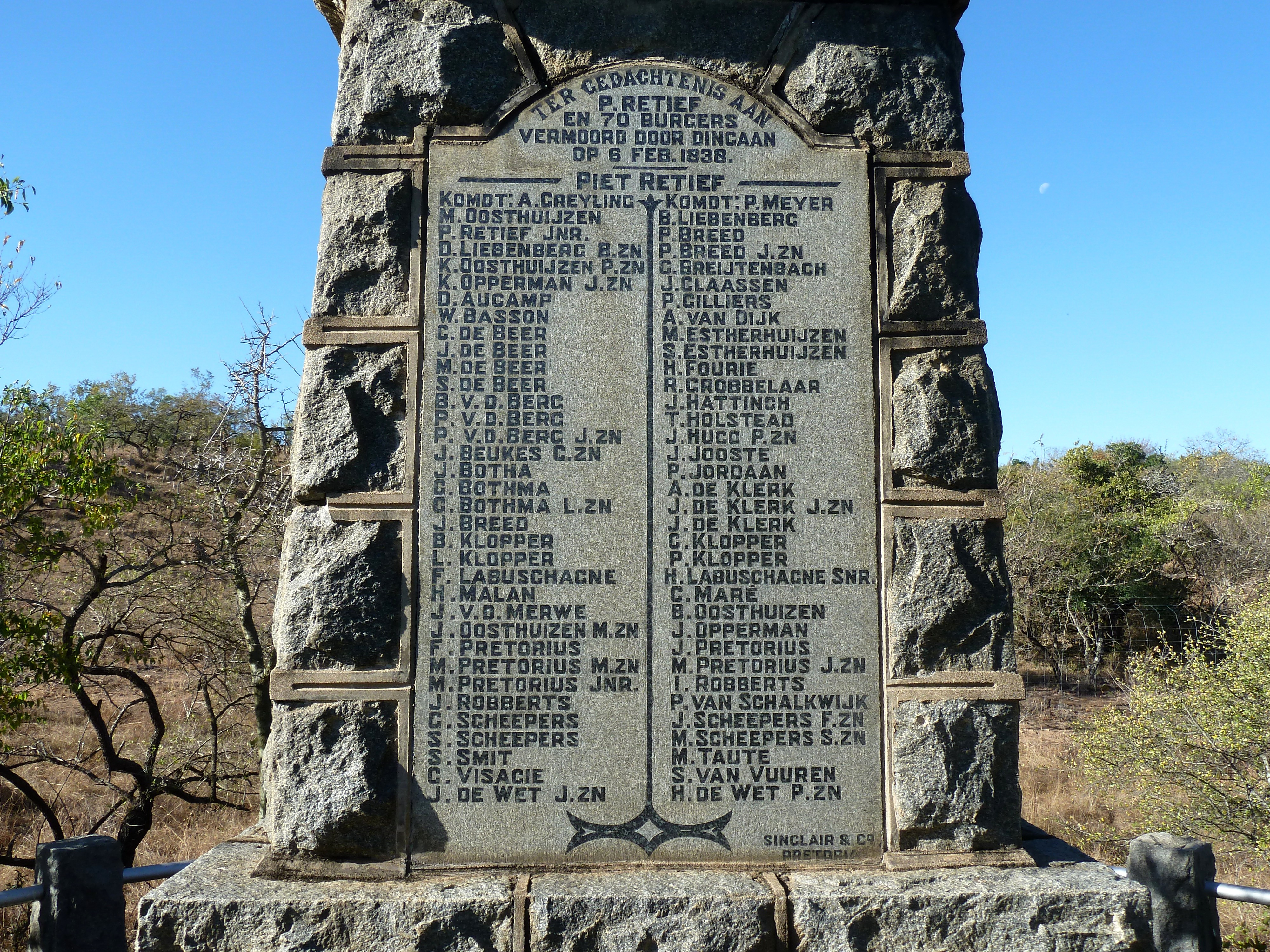
A incidens emlékműve

Mgungundlovui incidens 1838. február 6-án történt a Zulu Királyság fővárosában, amikor Dingane zulu király csellel elvette a városba érkező búr katonák fegyvereit, majd elfogatta és kivégeztette a telepeseket. A zulu király akciója hatalmas megdöbbenést és haragot váltott ki a búrok körében, akik elhatározták, bosszúhadjáratot indítanak a zuluk ellen.

## Története

### Előzmények
1838-ban a búrok megkezdték nagy vándorlásukat, amelynek során a brit gyarmatokról és saját területeikről elköltözve indultak új lahelyet keresni. Natal területére értek, ahol Dingane zulu király uralkodott. A búrok vezetője, Piet Retief tárgyalásokat kezdett a zulu királlyal országa egy részének megvételéről. A király beleegyezett az adásvételbe, feltéve, hogy a búrok visszahozzák a szomszédos törzs által ellopott marháit, és adnak neki 11 puskát. Retief és csapata különösebb nehézségek nélkül visszahozta a király állatait, azonban a puskák átadását megtagadta. Dingane király nagy haragra gerjedt és bosszút esküdött a telepesek ellen.

### Dingane csele
Retief 1838. február 3-án érkezett vissza Mgungundlovuba, a Zulu Királyság fővárosába. A telepesek a városban töltötték az éjszakát, és másnap egyeztették, hogy Dingane király mely területeket engedi át nekik. Ezt követően a telepesek meghívást kaptak egy táncos búcsúestre, ám amikor megérkeztek a faluba, a zuluk arra kérték őket, hogy fegyvereiket tegyék le a falu bejáratánál. Amikor a mit sem sejtő voortrekkerek elérték a „mulatság” helyszínét Dingane jelt adott harcosainak, akik leteperték és megkötözték a telepeseket. Február 6-án a foglyokat felvonszolták a közeli kivégződombra. Valamennyiüket agyonverték, Retiefet végezték ki utoljára, így végig kellett néznie társai halálát. A zulu király alattomos csele hatalmas felháborodást váltott ki a vándorló búrok között, akik bosszút esküdtek Dingane ellen.

### Következmények
A telepesek csapatának lemészárolása hatalmas felháborodást váltott ki a vortrekkerekből. Ám Dingane bosszúvágya még mit sem csökkent, így csapatainak megparancsolta, hogy a közelben táborozó búrokat, akik Piet Retief csapatának hozzátartozói voltak, hasonlóképpen öljék meg. A zuluk a táborban maradt megközelítőleg 250 embert meggyilkolták. Az áldozatok több mint kilencven százaléka nő vagy gyerek volt.

## Lásd még
- Búrok
- Natal Köztársaság